# Ashley Wagner
Ashley Wagner (Heidelberg, Alemanha, 16 de maio de 1991) é uma patinadora artística norte-americana. Ela foi vice-campeã do Campeonato Mundial de 2016, campeã do Campeonato dos Quatro Continentes de 2012, medalhista de prata na Final do Grand Prix de 2012–13 e tricampeã do Campeonato Nacional dos Estados Unidos (2012, 2013 e 2015).

## Principais resultados
| Resultados | Resultados        | Resultados        | Resultados        | Resultados        | Resultados        | Resultados        | Resultados        | Resultados       | Resultados        | Resultados        | Resultados        | Resultados       | Resultados        | Resultados    |
| Internacional | Internacional     | Internacional     | Internacional     | Internacional     | Internacional     | Internacional     | Internacional     | Internacional    | Internacional     | Internacional     | Internacional     | Internacional    | Internacional     | Internacional |
| Evento/Temporada | 2005– 2006        | 2006– 2007        | 2007– 2008        | 2008– 2009        | 2009– 2010        | 2010– 2011        | 2011– 2012        | 2012– 2013       | 2013– 2014        | 2014– 2015        | 2015– 2016        | 2016– 2017       | 2017– 2018        |               |
| --- | ----------------- | ----------------- | ----------------- | ----------------- | ----------------- | ----------------- | ----------------- | ---------------- | ----------------- | ----------------- | ----------------- | ---------------- | ----------------- | ------------- |
| Jogos Olímpicos |                   |                   |                   |                   |                   |                   |                   |                  | 7.ª               |                   |                   |                  |                   |               |
| Campeonato Mundial |                   |                   | 16.ª              |                   |                   |                   | 4.ª               | 5.ª              | 7.ª               | 5.ª               | Medalha de prata  | 7.ª              |                   |               |
| Campeonato dos Quatro Continentes |                   |                   | 8.ª               |                   |                   |                   | Medalha de ouro   |                  |                   |                   |                   |                  |                   |               |
| GP Grand Prix Final |                   |                   |                   |                   | 4.ª               |                   |                   | Medalha de prata | Medalha de bronze | Medalha de bronze | 4.ª               |                  |                   |               |
| GP Cup of China |                   |                   |                   | 4.ª               |                   |                   |                   |                  |                   |                   |                   | 6.ª              |                   |               |
| GP NHK Trophy |                   |                   |                   | 4.ª               | Medalha de bronze | 5.ª               | 4.ª               |                  |                   |                   | 4.ª               |                  |                   |               |
| GP Rostelecom Cup |                   |                   |                   |                   | Medalha de prata  | Medalha de bronze |                   |                  |                   |                   |                   |                  |                   |               |
| GP Skate America |                   |                   |                   |                   |                   |                   |                   | Medalha de ouro  | Medalha de prata  |                   |                   | Medalha de ouro  | WD                |               |
| GP Skate Canada International |                   |                   | 5.ª               |                   |                   |                   | Medalha de bronze |                  |                   | Medalha de prata  | Medalha de ouro   |                  | Medalha de bronze |               |
| GP Trophée Éric Bompard |                   |                   | Medalha de bronze |                   |                   |                   |                   | Medalha de ouro  | Medalha de ouro   | Medalha de bronze |                   |                  |                   |               |
| Internacional – Júnior |                   |                   |                   |                   |                   |                   |                   |                  |                   |                   |                   |                  |                   |               |
| Evento/Temporada | 2005– 2006        | 2006– 2007        | 2007– 2008        | 2008– 2009        | 2009– 2010        | 2010– 2011        | 2011– 2012        | 2012– 2013       | 2013– 2014        | 2014– 2015        | 2015– 2016        | 2016– 2017       | 2017– 2018        |               |
| Campeonato Mundial Júnior |                   | Medalha de bronze |                   | Medalha de bronze |                   |                   |                   |                  |                   |                   |                   |                  |                   |               |
| JGP JGP Final |                   | Medalha de prata  |                   |                   |                   |                   |                   |                  |                   |                   |                   |                  |                   |               |
| JGP JGP França |                   | Medalha de ouro   |                   |                   |                   |                   |                   |                  |                   |                   |                   |                  |                   |               |
| JGP JGP Países Baixos |                   | Medalha de ouro   |                   |                   |                   |                   |                   |                  |                   |                   |                   |                  |                   |               |
| Triglav Trophy | Medalha de ouro   |                   |                   |                   |                   |                   |                   |                  |                   |                   |                   |                  |                   |               |
| Nacional |                   |                   |                   |                   |                   |                   |                   |                  |                   |                   |                   |                  |                   |               |
| Campeonato dos Estados Unidos |                   |                   | Medalha de bronze | Medalha de peltre | Medalha de bronze | 6.ª               | Medalha de ouro   | Medalha de ouro  | Medalha de peltre | Medalha de ouro   | Medalha de bronze | Medalha de prata | Medalha de peltre |               |
| Campeonato dos Estados Unidos – Júnior | Medalha de peltre | Medalha de bronze |                   |                   |                   |                   |                   |                  |                   |                   |                   |                  |                   |               |
| Seccional Costa do Pacífico – Júnior | Medalha de ouro   |                   |                   |                   |                   |                   |                   |                  |                   |                   |                   |                  |                   |               |
| Equipes |                   |                   |                   |                   |                   |                   |                   |                  |                   |                   |                   |                  |                   |               |
| Jogos Olímpicos |                   |                   |                   |                   |                   |                   |                   |                  | 3T/4P             |                   |                   |                  |                   |               |
| Troféu Mundial por Equipes |                   |                   |                   |                   |                   |                   | 2T/3P             | 1T/2P            |                   | 1T/4P             |                   | 3T/6P            |                   |               |
| Japan Open |                   |                   |                   |                   |                   |                   |                   | 2T/1P            | 2T/3P             | 2T/6P             | 2T/5P             | 3T/3P            |                   |               |
| |                   |                   |                   |                   |                   |                   |                   |                  |                   |                   |                   |                  |                   |               |
| Legenda: GP = Grand Prix; JGP = Grand Prix Júnior; WD = Abandonou; T = Posição da equipe; P = Posição individual; Competição não foi disputada nesta temporada |                   |                   |                   |                   |                   |                   |                   |                  |                   |                   |                   |                  |                   |               |

### 2001–2005
| Campeonato dos Estados Unidos – Noviço        |                  |                  |                  | 7.ª             |
| Campeonato dos Estados Unidos – Intermediário |                  | 17.ª             |                  |                 |
| Seccional Costa do Pacífico – Noviço          |                  |                  | 10.ª             | Medalha de ouro |
| Regional Noroeste Pacífico – Noviço           |                  |                  | Medalha de prata | Medalha de ouro |
| Regional Noroeste Pacífico – Intermediário    |                  | Medalha de prata |                  |                 |
| Regional Noroeste Pacífico – Juvenil          | Medalha de prata |                  |                  |                 |
| NA Challenge Skate – Noviço                   |                  |                  |                  | 5.ª             |